# 格洛克48手槍
格洛克48（GLOCK 48）是一款由奧地利槍械製造商格洛克公司所研製、生產並且推出的袖珍型半自動手槍，是格洛克19的瘦身袖珍型版本。發射9×19公釐帕拉貝倫彈口徑手枪子彈，標凖彈匣為10發。

## 歷史
格洛克48在2019年的美國槍展SHOT Show上首度展出；2019年7月，推出滑套改用黑色nDLC塗層滑套的手槍，並於7月22日在美國發售。同時在7月22日，於歐洲市場公佈底把整合戰術附件導軌的手槍。2020年8月24日，格洛克發佈了格洛克48 MOS。

## 設計
格洛克48在2018年設計。它在推出時已經是以第五代版本之姿出現，但與其他第五代格洛克手槍不同的是缺少了右側的滑套釋放桿，亦不能加裝握把片 。 
格洛克48擁有收窄至接近瘦身袖珍型的底把和獲保留緊湊型的滑套和槍管長度。前者可在彈匣裝彈量、隱蔽性與人機工效之間取得平衡，後者則保持射擊精度和火藥燃燒。 
格洛克48的零件為第五代水平，但採用黑底把白套筒的雙色外觀。銀白的套筒並非因為採用不鏽鋼製件，而是聚合物製件以上塗上了銀色的nPVD表面塗層。後來於7月公佈發售的格洛克48 Black及格洛克48 Rail則改用第五代格洛克手槍標準的nDLC黑色塗層。 
格洛克48亦在滑套前部加上鋸齒紋，讓使用者在檢查膛室時能握著滑套前部拉開滑套。 
目前它是格洛克公司第四把瘦身手槍型號，緊湊型底把、滑套及槍管的尺寸與其他型號不同，為了保持握把的闊度而改用了10發容量的單排彈匣，因此只能與同格洛克43X的口徑型號互換零件。
格洛克48是向民間市場銷售，亦可被執法部門廣泛採用。格洛克48的握把闊度比格洛克19要薄，更便於隱蔽任務，或用作便衣探員及私人保安的「後備手槍」。 

## 衍生型

### 格洛克43X
格洛克43X（GLOCK 43X）是格洛克43和格洛克48的混合型，擁有格洛克43般的滑套和槍管和本槍的底把（可在格洛克的歸類中仍然是瘦身袖珍型，而套筒也是塗上了銀色表面塗層）。

### 格洛克48 Black
格洛克48 Black（GLOCK 48 Black）是於美國推出，改用黑色塗層滑套的格洛克48。於2019年7月22日發售。

### 格洛克48 Rail
格洛克48 Rail（GLOCK 48 Rail）是於歐洲推出，改用黑色塗層滑套並於底把加上附件導軌的格洛克48。

### 格洛克48 MOS
格洛克48 MOS（GLOCK 48 MOS）是於2020年推出，為加上模組化光學瞄準鏡系統的格洛克48 Rail。在套筒後方頂部加工出一個平面，並於其上增加了紅點鏡安裝接口，用於安裝體積較一般紅點鏡更小的微型紅點鏡（如Shield Sights RMSc），方便快速瞄準目標。

## 資料來源
1. ↑  . us.glock.com.   [2019-07-25]. （原始内容存档于2021-03-23）.
2. ↑  Pete. . The Firearm Blog. 2019-07-22  [2019-07-25]. （原始内容存档于2020-11-08） （美国英语）.
3. ↑  . Guns.com.   [2020-09-09]. （原始内容存档于2020-09-03） （英语）.
4. ↑  . eu.glock.com.   [2019-07-25]. （原始内容存档于2020-01-12）.
5. ↑  . eu.glock.com.   [2019-07-25]. （原始内容存档于2021-01-28）.
6. ↑  . eu.glock.com.   [2019-07-25]. （原始内容存档于2021-03-03）.
7. ↑  . eu.glock.com.   [2019-07-25]. （原始内容存档于2021-01-21）.
8. ↑  . GUNSweek.com.   [2020-09-09]. （原始内容存档于2021-01-10） （英语）.
9. ↑  . www.americanrifleman.org.   [2020-09-10]. （原始内容存档于2020-11-26） （英语）.

## 外部連接
- （英文）—GLOCK.com—G48 Silver slide （页面存档备份，存于）
- （英文）—The Firearm Blog.com—
  - TFBTV: Introducing the GLOCK 43X and GLOCK 48! （页面存档备份，存于）
  - New GLOCK 43X (Silver Slimline) and GLOCK 48 Roll Out （页面存档备份，存于）
  - ［SHOT 2019］ NEW GLOCK G43X & G48 – Overwhelming Response! （页面存档备份，存于）
- （简体中文）—D Boy Gun World（GLOCK 48） （页面存档备份，存于）